# ネイティック (マサチューセッツ州)
ネイティック（英: Natick、[ˈneɪtɪk]）は、アメリカ合衆国マサチューセッツ州のミドルセックス郡にある町。人口は3万7006人（2020年）。ボストンの西20キロメートルに位置している。

## 名称
「ネイティック」という名称はマサチューセッツ族インディアンの言葉から来ており、通常「丘のある場所」を意味すると考えられている。しかし、より正確な訳は「（我々が）探す場所」である可能性があり、ジョン・エリオットが「祈るインディアン」の集落がある場所を探して成功したことを祝す意味合いだった。

## 歴史
ネイティックとなった場所に最初に入植したのは、1651年のジョン・エリオットであり、イングランドのハートフォードシャーにあるウィドフォードで生まれたピューリタンの牧師だった。エリオットはイングランドの長期議会から任務と資金を得て、チャールズ川の両岸にいるマサチューセッツ族インディアンの中に入って来た者であり、デダムの開拓地から土地権利譲渡を得ていた。マサチューセッツ族は祈るインディアンと呼ばれ、エリオットの祈る町のネットワークではネイティックが最初の町であり、長い間その中心として機能した。町はインディアンの指導者の下にほとんど自治が行われていたが、祈るインディアンはイングランド人ピューリタン文化を遵奉する規則に従っていた。実際にネイティックでは、他の祈る町と同様に伝統的文化や習慣とイングランド人の文化や習慣の組み合わせが生まれていた。エリオットとインディアンの通訳がアルゴンキン語で書かれたアメリカで初めての聖書を出版していた。
植民地政府がボストンの防衛戦略として、その周りにそのようなインディアンの村を環状に置いていた。ネイティックはそのような開拓地の中で最初かつ最良に文書化されたものだった。土地は植民地議会から払下げられ、デダム払下げ地の一部となった。
学校が設立され、政府が作られ、インディアンはキリスト教への改宗を奨励された。フィリップ王戦争中の1675年11月、ネイティックのインディアンはボストン港のディア島に送られた。多くの者が病気と寒さで死に、生き残ったインディアンはその家が破壊されたことが分かった。インディアンの村は十分に回復されることはなく、インディアンの社会で共有した土地は負債の返済のために白人に少しずつ売られていき、1785年には、ネイティックにインディアンはほとんどいなくなった。
1775年、ネイティックのイングランド人も祈るインディアンも、レキシントン・コンコードの戦いとバンカーヒルの戦いに参戦し、また大陸軍に従軍した。ネイティックからの祈るインディアンの名前は、ネイティックの独立戦争に参加した兵士全てとともに中心街に近いポンド通り沿いの石碑に記されている。
ネイティックの町は1781年に公式に法人化された。1812年に生まれたアメリカ合衆国上院議員ヘンリー・ウィルソンは第18代アメリカ合衆国副大統領となったが、その人生の大半をネイティックで靴やおよび学校の教師として過ごし、「ネイティックのコブラー（靴修理屋）」と呼ばれ、ネイティックで埋葬されている。ネイティックの中学校にもその名が付けられている。
ネイティックは当初農業の町だったが、1858年に縫製機械が発明され、靴工場が発展することになった。この産業が発展して1880年に頂点となり、23の靴工場で生産される靴の量は国内第3位になった。ネイティックで作られた靴は主に重労働用の靴であり、その生産ラインに軽いおしゃれ靴を追加した会社は一、二社しかなかった。ブロガンと呼ばれる南北戦争で兵士が履いた重い踝の高さまで来る短靴で有名となった。
ジョン・W・ウォルコットが弾力性の高い野球ボールの糸巻芯を開発し、ウィリアム・A・カトラー大佐が工夫した8の字の縫目と組み合わされた。1858年に建設されたH・ハーウッド&サンズの工場で製造されたが、これは世界でも初めての野球ボール工場となった。1988年、H・ハーウッド&サンズの工場が野球ボール工場集合住宅に転換された。
1874年、ネイティック中心街の大火で、事業地区18ブロック、靴工場2つ、町役場、ネイティックで唯一の消防車庫、会衆派教会、さらに多くの民家が焼失した。死者は出なかったが、資産の被害額は、1871年のシカゴ大火で失われたよりも大きな対総資産比率となった。1875年、ネイティックの新しい中央消防署がサマー通り沿いに完成し、大火が最初に発見されたのと同じブロックで開所式を行った。この中央消防署には現在、ネイティック芸術センターと呼ぶ民間の非営利地域社会芸能会館が入っている。
毎年愛国者の日（4月の第3月曜日）、ボストンマラソンの8マイル地点から12マイル地点が、ネイティックの州道135号線/セントラル通りを通り、数多い住人や観客が道路沿いに並ぶ。

## 2010年国勢調査データ
- ネイティック住民年齢の中央値は41歳だった
- 男性は 15,777 人であり、総人口の 48.1% だった
- 女性は 17,009 人であり、総人口の 51.9% だった
- 白人人口は 29,233 人であり、総人口の 89.2% だった
- アジア系住民は 2,714 人であり、総人口の 8.3% だった
- ヒスパニック系あるいはラテン系は 982 人であり、総人口の 3.0% だった
- 黒人あるいはアフリカアメリカ人は 865 人であり、総人口の 2.6% だった
- アメリカインディアンとアラスカ先住民は 135  人であり、総人口の0.4% だった

## 地理と気候
アメリカ合衆国国勢調査局に拠れば、町域全面積は16.0平方マイル (41 km2)であり、このうち陸地15.1平方マイル (39 km2)、水域は1.0平方マイル (2.6 km2)で水域率は7.04%である。水域としてはコチテュエイト湖とダグ池がある。
| ネイティック（1981年−2010年平均）の気候 | ネイティック（1981年−2010年平均）の気候 | ネイティック（1981年−2010年平均）の気候 | ネイティック（1981年−2010年平均）の気候 | ネイティック（1981年−2010年平均）の気候 | ネイティック（1981年−2010年平均）の気候 | ネイティック（1981年−2010年平均）の気候 | ネイティック（1981年−2010年平均）の気候 | ネイティック（1981年−2010年平均）の気候 | ネイティック（1981年−2010年平均）の気候 | ネイティック（1981年−2010年平均）の気候 | ネイティック（1981年−2010年平均）の気候 | ネイティック（1981年−2010年平均）の気候 | ネイティック（1981年−2010年平均）の気候 |
| 月                                      | 1月                                     | 2月                                     | 3月                                     | 4月                                     | 5月                                     | 6月                                     | 7月                                     | 8月                                     | 9月                                     | 10月                                    | 11月                                    | 12月                                    | 年                                      |
| --------------------------------------- | --------------------------------------- | --------------------------------------- | --------------------------------------- | --------------------------------------- | --------------------------------------- | --------------------------------------- | --------------------------------------- | --------------------------------------- | --------------------------------------- | --------------------------------------- | --------------------------------------- | --------------------------------------- | --------------------------------------- |
| 平均最高気温 °F （°C）                  | 33.7 (0.9)                              | 37.1 (2.8)                              | 46.2 (7.9)                              | 58.9 (14.9)                             | 68.8 (20.4)                             | 75.5 (24.2)                             | 81.5 (27.5)                             | 80.6 (27)                               | 73.7 (23.2)                             | 59.8 (15.4)                             | 51.6 (10.9)                             | 39.6 (4.2)                              | 58.9 (14.9)                             |
| 平均最低気温 °F （°C）                  | 16.4 (−8.7)                             | 18.0 (−7.8)                             | 25.5 (−3.6)                             | 35.6 (2)                                | 45.0 (7.2)                              | 56.3 (13.5)                             | 62.1 (16.7)                             | 60.2 (15.7)                             | 51.7 (10.9)                             | 39.5 (4.2)                              | 31.8 (−0.1)                             | 21.9 (−5.6)                             | 38.7 (3.7)                              |
| 降水量 inch （mm）                      | 3.41 (86.6)                             | 3.17 (80.5)                             | 4.03 (102.4)                            | 4.14 (105.2)                            | 3.91 (99.3)                             | 4.02 (102.1)                            | 3.80 (96.5)                             | 3.72 (94.5)                             | 3.83 (97.3)                             | 4.39 (111.5)                            | 4.28 (108.7)                            | 4.05 (102.9)                            | 46.77 (1,188)                           |
| 降雪量 inch （cm）                      | 15.8 (40.1)                             | 10.8 (27.4)                             | 7.8 (19.8)                              | 2.2 (5.6)                               | 0 (0)                                   | 0 (0)                                   | 0 (0)                                   | 0 (0)                                   | 0 (0)                                   | 0 (0)                                   | 1.6 (4.1)                               | 10.0 (25.4)                             | 48.2 (122.4)                            |
| 平均降水日数 （≥0.01 in）               | 10.3                                    | 9.2                                     | 10.3                                    | 11.1                                    | 12.4                                    | 11.3                                    | 9.8                                     | 9.7                                     | 9.0                                     | 10.2                                    | 11.0                                    | 10.7                                    | 125                                     |
| 平均降雪日数 （≥0.1 in）                | 5.4                                     | 3.8                                     | 2.6                                     | .4                                      | 0                                       | 0                                       | 0                                       | 0                                       | 0                                       | 0                                       | .7                                      | 3.4                                     | 16.3                                    |
| 出典：NOAA                              |                                         |                                         |                                         |                                         |                                         |                                         |                                         |                                         |                                         |                                         |                                         |                                         |                                         |

## コミュニティと地区

### ネイティック・センター

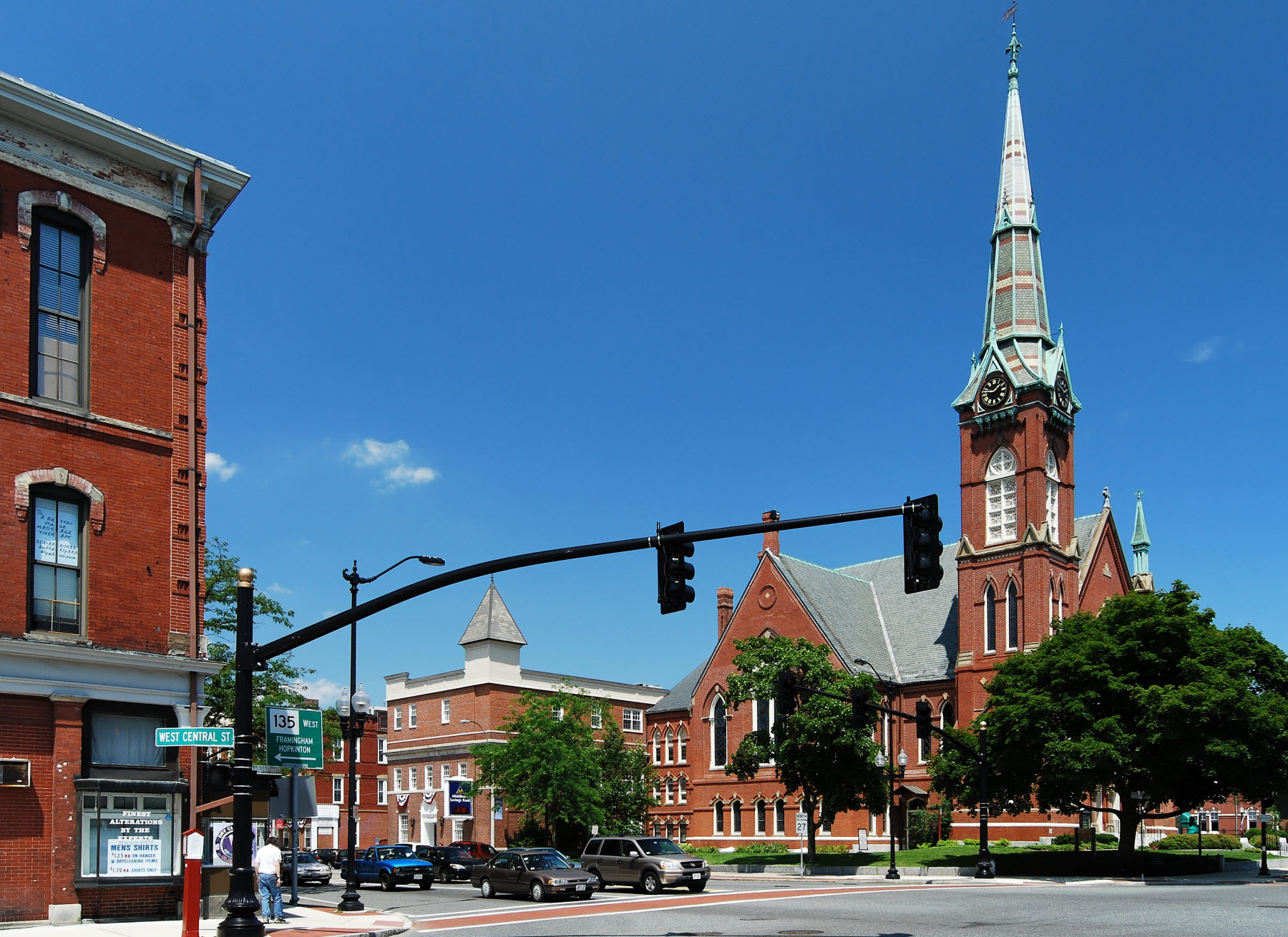
ネイティック・センター

ネイティック・センターは中心街とも呼ばれ、州道135号線（セントラル通り）と州道27号線（メインストリート）の交差点にあり、町の政治と文化の中心である。
中心街には多くの公共サービスと公共土地利用がある。ネイティック町役場、ネイティック消防署、ネイティック警察署、モース図書館のような町の建物が、東セントラル通り沿いに並んでいる。中心街に直接あるのがネイティック・タウンコモンであり、町の多くの行事や地域社会の活動が行われる。ネイティック・センター駅が中心街にあり、マサチューセッツ湾交通局通勤鉄道のウースター線が運行されている。1990年代町役場、消防警察署が新築され、図書館が拡張されたことで、中心街の概観が新しくなった。新しい町の建物は幾つか歴史ある建物や教会、修復されたセントラル消防車庫、幾つかの銀行、レストランと小企業の傍に並んでいる。
マサチューセッツ文化委員会が、2012年8月21日火曜日、ネイティック・センターを文化地区に指定することを満場一致で決め、マサチューセッツ州では10番目の指定となった。この文化地区はコミュニティが芸術家や文化的企業を誘致することを助け、企業や就職機会の成長を奨励し、観光業を拡大し、歴史ある建物を保存して再利用し、資産価値を高め、地元文化の発展を促すように考えられている。ネイティックの文化地区は、ネイティック芸術センター、モース図書館、ネイティック・コモンが中心的存在となっている。

### サウスネイティック
サウスネイティックはその美しい自然で知られ、インディアンの開拓者が最初に到着してチャールズ川岸に町を創り始めた所である。マーティン・セレルのような住宅開発者がサウスネイティックに住み、町のこの部分には大きな地区を造らないようにした。
サウスネイティック住人の大半は、ネイティックの他の部分に比べて強く異なる文化的特性があると考えている。公式に別の郵便局で違う住所を使える唯一のコミュニティである。ウェルズリーから来る州道16号線沿いにある標識は「サウスネイティック」を見ることになる。

### イーストネイティック
イーストネイティックはオーク通り沿いにあり、オーク通りとウースター通りの交差点にある。著名な目印として、ジェニングス池、オーク通り北の工業団地、リルジャ学校がある。オーク通り近く、工業団地の中にスポーツとテニスのクラブがある。ウースター通りの延長はウェルズリーに向かっており、常に変化する小売業が並んでいる。

### ウェストネイティック
ウェストネイティックはフレイミングハムとの町境に接する大きな部分である。ネイティック・モールとシャーウッド・プラザと呼ぶ商店街があり、背後の工業団地には事務所もあって、ウェストネイティックの商業中心と見なされている。さらに第二次世界大戦後に、ウェストフィールド、ペラム、シャーウッドのような住宅開発、さらに州軍補給所、スピーン通り沿いのゴルフコースが、多くの人々をこの部分に誘引した。
ウェストネイティックの西セントラル通り沿いには多くの企業があり、マサチューセッツ湾交通局通勤鉄道駅がある。鉄道駅は中心街にもある。この地域は州道135号線に沿い、最も人口密度が高い。多くの集合住宅やアパートが鉄道駅向かいの通りに固まっている。

### 地区
ネイティックは小さな町であり、様々な住宅開発地がそのまま地区と考えられている。1940年代後半から1950年代後半までに、住宅建設数社によって建てられた家屋がある。以下はその地区の幾つかである。

#### シャーウッド
第二次世界大戦後で最初期の開発地であり、ウェストネイティックにある。家屋はコロニアル風であり、通りの名前はロビン・フッドの伝説を思い起こさせるものである。家屋は1948年に建設され、地区には通り抜けられる道路が無いので人気を保ち、家屋の大半は増築されて大きくなってきた。

#### ウォルナットヒル
中心街の北にある地区である。私立ボーディングスクールであるウォルナットヒル学校があり、またウォルナット通りとベイコン通り沿いには多くのヴィクトリア様式の家屋が並んでいる。

#### ウェザーフィールド
州道9号線の北の住宅地区である。1950年代に開発されたカンパネリ農家の典型的なものがあり、比較的安価な家屋があるので、初めて住宅を購入する人に人気がある。州道9号線、パイン通り、州道27号線に囲まれた中でドルーリー・レーンと接続道路全てが含まれている。

#### オーク通り
州道9号線の南にあり、夏の休暇を送る地域として始まり、ジェニングス池を取り囲む小屋があった。長い間に拡張された家もあったが、地域に通り抜けできる道も無く、風変わりで閑静なままである。サウスオークの西寄りには、ケープ様式の家屋と、第二次世界大戦の将軍の名前が付けられた通りのある地区になっている。州道9号線の北には、1950年代初期から半ばに小さなケープ様式の家屋が建てられ、これらの家屋は適度な価格であるために初めて住宅を購入する人に人気がある。オーク通り北に2つの工業団地があり、道路の片側にオフィスビルがあり、東側には大型倉庫もある。

#### リトルサウス
ネイティック・コモンの直ぐ南、コテージ通りが通常リトルサウスと呼ばれる所に始まっている。ここはサウスネイティックに近いことからこの名がある。リトルサウスという名称はエバレット通りの東部、エリオット通りまで使われている。コテージ通り沿いの家屋は1950年代初期に建設され、その大半が質素であり、うまく維持されている。良く知られた目印はネイティック出身で第二次世界大戦で倒れた兵士に捧げた記念碑、コテージ通り近くに2つの大きな建物がある私立託児所と小学校であるトービン学校がある。エバレット通りには、広い敷地に建てられた大きな農家がある。チャールズ川に並行するエリオット通りには、ネイティックでも最古クラスで美観の良い家屋がある。サウスネイティックが始まる直ぐ前に、チャールズ川南岸の大きな岩の上に聖処女マリアの像がある。優美な松の木に囲まれている。ネイティックの公的家屋の幾らかがリトルサウスにある。大変安価で低品質の家屋があり、リトルサウスの欠点となっている。

## 人口動態
以下は2010年国勢調査による人口統計データである。
| 基礎データ - 人口: 32,786 人 - 世帯数: 13,080 世帯 - 家族数: 8,528 家族 - 人口密度: 823.7人/km2（2,132.9 人/mi2） - 住居数: 13,368 軒 - 住居密度: 342.3軒/km2（886.3 軒/mi2） 人種別人口構成 - 白人: 87.3% - アフリカン・アメリカン: 2.6% - ネイティブ・アメリカン: 0.11% - アジア人: 7.2% - 太平洋諸島系: 0.05% - その他の人種: 0.77% - 混血: 2% - ヒスパニック・ラテン系: 3.2% 年齢別人口構成 - 18歳未満: 23.0.7% - 18-24歳: 5.1% - 25-44歳: 34.3% - 45-64歳: 23.3% - 65歳以上: 14.3% - 年齢の中央値: 38歳 - 性比（女性100人あたり男性の人口） - 総人口: 89.7 - 18歳以上: 85.3 | 世帯と家族（対世帯数） - 18歳未満の子供がいる: 30.3% - 結婚・同居している夫婦: 54.5% - 未婚・離婚・死別女性が世帯主: 8.2% - 非家族世帯: 34.8% - 単身世帯: 28.3% - 65歳以上の老人1人暮らし: 9.8% - 平均構成人数 - 世帯: 2.42人 - 家族: 3.02人 収入と家計（2007年推計） - 収入の中央値 - 世帯: 81,855米ドル - 家族: 105,056米ドル - 性別 - 男性: 51,964米ドル - 女性: 41,060米ドル - 人口1人あたり収入: 36,358米ドル - 貧困線以下 - 対人口: 2.8% - 対家族数: 1.7% - 18歳未満: 2.4% - 65歳以上: 5.3% |

ネイティックの町はその三方を、マサチューセッツ州でも裕福な町10のうちの5町に囲まれている。北にウェイランド町、北東にウェストン町、東にウェルズリー町、南東にドーバー町、南西にシャーボーン町、である。さらに直ぐ西にはフレイミングハムという裕福な町もある。フレイミングハムはほとんど中流階級が住み、幾らか田園部の様相を残しているが、ネイティックの町が避けようとしている都心の荒廃という問題がある。

## 政府

### 町政府
ネイティックは代表制タウンミーティング方式の政府を採用しており、町政委員会と町管理官がいる。

### 郡政府
1990年代半ばにミドルセックス郡公共病院の管理が破産の瀬戸際となり、1997年にはマサチューセッツ州議会が郡の資産と負債を全て引き継ぐことで介入した。ミドルセックス郡政府は1997年7月11日に公式に廃止された。保安官など幾つかの地域役人は特別の任務が残っており、現在も選挙で選ばれて郡内の任務をこなしているが、郡政委員会やコミッショナーはいない。しかし、町の単位ではそのサービスを共有するために独自の地域協定を結ぶ権利を与えられている。
ミドルセックス郡には、裁判所事務官、郡財務官、地区検事、土地権利登録官、検認登録官、郡保安官の役人が残り、選挙で選ばれ続けている。

## 教育

### 公立学校
ネイティック公共教育学区が次の学校を運営している。
- 高校:
  - ネイティック高校; ダグ池の岸にある校舎は1954年開校となった。認証評価の低下を避けるために、住民は高校の新校舎建設や関連する改善のために、税の付加、すなわち「負債排除」を承認した。1954年に建てられた建物の解体は2012年6月25日に始まった[18]。新校舎の設計はマサチューセッツ州によって承認されたモデルに基づいている。これは設計と建設に関連して州の償還分を最大にするために必要である。新校舎の建設は8,000万ドル掛かる。新高校は旧高校に隣接し、2012年8月29日に開校した。
- 中学校:

- - ケネディ中学校
  - ウィルソン中学校

- 小学校:

- - ブラウン小学校
  - リルジャ小学校
  - メモリアル小学校
  - ベネット・ヒメンウェイ小学校
  - ジョンソン小学校

### 私立学校
- ウォルナット高校
- リバーベンド学校（元エリオット・モンテッソリ学校）[19]
- トービン学校
- ブランドン学校とレジデンシャル・トリートメント・センター（居住型療養施設）

## 著名な出身者
- ホレイショ・アルジャー

牧師。「ボロ着から富へ（Rags-To-Riches）」を主題にした児童書作家、1860年にネイティックに移り、サウスネイティックに家族の家を建てた。
- ジョナサン・リッチマン

ミュージシャン、バンドのザ・モダーン・ラバーズを結成
- フィリップ・シラー

Appleのワールドワイドプロダクトマーケティング担当上級副社長
- ハリエット・ビーチャー・ストウ（1811年6月14日 – 1896年7月1日）

小説家、奴隷制度廃止運動家。小説『アンクルトムの小屋』（1852年）は奴隷制度の過酷さを攻撃し、世界的な反響を呼んだ。小説『オールドタウンの人々』はネイティックに住んでいた時に書かれ、夫の家族について書かれている。
- アレグザンダー・ウィーロック・セイヤー

イタリアのトリエステで生まれ、1859年に駐トリエステアメリカ合衆国領事、1866年にルートヴィヒ・ヴァン・ベートーヴェンの伝記を出版した。
- ヘンリー・ウィルソン

第18代アメリカ合衆国副大統領。ネイティックのセントラル通りに住み、西セントラル通りの自分の靴店で靴修理屋として働いた。
- ウォルト・リニアック

ネイティック生まれ、ネイティック高校出身の元MLBのプロ野球選手。選手としては大成しなかったが、引退後に地元マサチューセッツ州に本拠地を置くボストン・レッドソックスやシカゴ・ホワイトソックスなどで20年以上に亘って主に打撃コーチを務めた。「ラウ=リニアック・アプローチ」の考案者として知られる名打撃コーチ。

## 見どころ

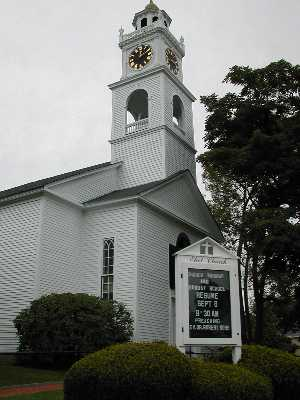
サウスネイティックにあるエリオット教会

- ベイコン無料図書館
1881年開館、エリオット通り。1878年に死んだオリバー・ベイコンの遺志により贈られた。それ以降公共図書館として運営されている。サウスネイティックにありチャールズ川を見下ろしている。ネイティック歴史協会がこの建物の低層階を使っている[20]
- ネイティックのテンプル・イスラエル
ネイティック最古のシナゴーグ、ハートフォード通りにある。地域最大の保守派シナゴーグである。メトロウェスト地域の多くの町を対象にしている
- ネイティック歴史協会
ベイコン無料図書館の低層階を使っている。ジョン・エリオットと祈るインディアン、自然史、植民地時代の生活、共和政初期と産業革命に関する古文書や展示があり、ネイティックの有名な市民に関する記念品もある
- エリオット教会
元々1651年に集会所として設立されたものであり、現在あるものは同じ場所に建てられた5代目である。現在の教会も1830年代に建てられた。1930年に前面に建てられた標識は、マサチューセッツ湾植民地の設立から300周年を祝すものであり、「インディアンの集会所 – この場所で、ジョン・エリオットが改宗したインディアンに最初の集会所を建てるのを助けた。エリオットが2週間ごとに訪れてインディアンの言葉で説教した時に泊まった「預言者の部屋」もある。ダニエル・タカワムベイトを訓練し、1698年に牧師職を継がせた」と書いてある。
- アメリカ陸軍兵士システムセンター
別名ネイティック陸軍研究所、野戦食、防護装備、特殊ユニフォームなど軍用品を制作している
- ネイティック・モール
シカゴのジェネラル・グロース・プロパティーズ Inc. が管理するボストンのプレミア・ショッピングセンター、2007年に大きく拡張された
- コグネックス・コーポレーション本社、各種外観検査機器、表面検査装置の販売、サービス業務を行う企業
- The MathWorks本社
ソフトウェア会社
- ボストン・サイエンティフィック本社
ミニコンメーカーのプライムコンピューターが本社として使っていた。その前はカーリングが黒ラベルビールを作っていた。その建物をMathWorksが買収した
- ウォルナットヒル学校
国内でも指導的な私立中等教育学校。スタジオや芸能が特徴。ジュリアード音楽院への進学率が高い
- ネイティック芸術センター

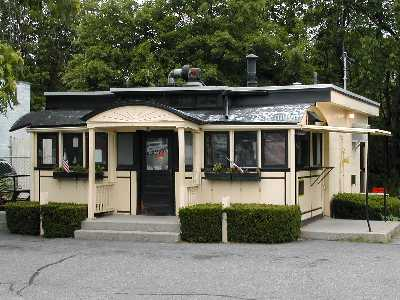
ケイシーズダイナー

歴史ある中央消防署にあり、ジャズ、フォーク、クラシック、ロックなどのジャンルのミュージシャンに好まれる会場になっている。TCANプレイアーズによる演劇や、劇場の子供クラス、ダンスもある。ここに出演したアーティストとしては、ジュディ・コリンズ、ドン・マクリーン、ジョージ・ウィンストン、ポーラ・ポンドストーン、ショーン・コルヴィン、マーシャル・クレンショー、ジミー・ウェッブ、カーラ・ボノフ、ジョン・セバスチャン、エイドリアン・ブリューなどがいた

- ケイシーズダイナー
1922年建設の国内でも最古クラスの今も運営されている10席ダイナー。 幅10フィート (3 m)、長さ20.5フィート (6.2 m) と小さく、ウースターにあるウースター・ランチカー社が製造した。蒸したホットドッグが有名。ネイティック・コモンに駐車した馬に曳かせるランチワゴンを考案した
- ボーデン・レーン墓地
1815年に設立された小さな墓地。墓石にはそれ以前のものが多く、独立戦争時代のものもある。ビーバーダムの近くにあり、チャバド・センターから通り向かいである
- ネイティック・コミュニティ有機農場
サウスネイティックの保護地にある。証明書付き有機農場であり、年中運営され、入場も無料で可能である。ボランティアを歓迎しており、成人や子供のための体験教育プログラムもある。1815年に建てられた納屋があり、木枠構造の自然センター、温室2棟、フープハウス2棟、4エーカーの菜園、蜂の巣箱、森の歩行路、コンポストトイレがあり、鶏、七面鳥、豚、兎、羊、山羊、牛など家畜もいる。
- ヘンリー・ウィルソンの靴屋

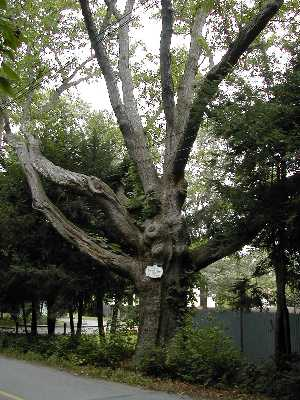
ネイティックのステーションツリー

西セントラル通り、アメリカ合衆国国家歴史登録財に指定

- ステーションツリー
樹齢500年のブラックオークの木、昔の測量士がネイティックとニーダムの一部となった場所の間の境界を見分けるために使った。その境界線は現在、ネイティックとウェストンの町境となっており、ウェストンのリバーズ学校に近い。もう一つ目印になるのが、サウスネイティックのエリオット教会に隣接するエリオット・オークであったが、1936年に地下ガス管を埋設したときに根を痛め、その後枯死した。
- ネイティックのチャバド・センター
シナゴーグでありユダヤ教の教育会館、メトロウェスト地域でユダヤ人の自覚を強化するために使われている。ヘブライ芸術学校が典型的なヘブライ学校教育の突破口になっている。伝統的なユダヤ教を教えながら、近代的芸術と統合を図っている
- ササモン・トレース・ゴルフコース
元は町の埋め立て場だった所の上に造られた。ネイティック・レクリエーション部の支所
- ネイティックのリサイクルセンター
町が所有するゴルフコースや高校の運動場の隣にあり、町のリサイクル需要に対応している
- セントパトリックス教会
ネイティック・センターにあり、町で最も高い建物。ネイティックで最大のローマ・カトリック教会でもある[21]

## 大衆文化の中で
フォックス放送のテレビアニメ『ファミリー・ガイ』のエピソード「Da Boom」では、ピーターが町にトゥインキーの工場があることを明かした後で、家族がそこに向かう。その町がネイティックになっている。このエピソードが放映されたときはホステス社の工場がスピーン通りにあった。ただし一部はフレイミングハムに入っていた。この工場は2007年に解体され、ネイティック・モールが拡張部を造るためにその土地を使った。
「ニューヨーク・タイムズ」のクロスワード・パズルを楽しむ人々に、「ネイティック」という言葉は特別の意味がある。縦の鍵からも横の鍵からも言葉が出てこず、推測でしか埋められないマスに、この言葉が使われる。